# Diego Bautista Urbaneja (município)
Diego Bautista Urbaneja é um município da Venezuela localizado no estado de Anzoátegui.
A capital do município é a cidade de Lechería.